# Alexander Kips

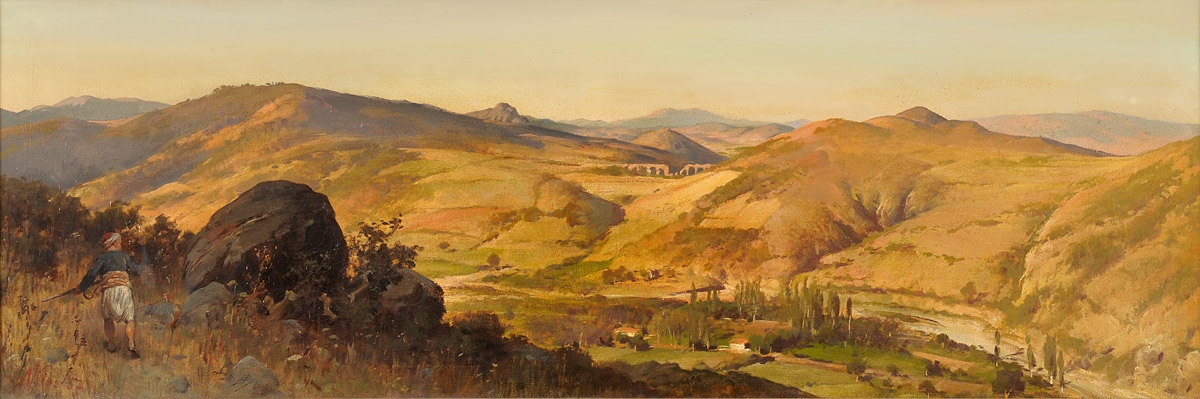
Landschaft auf Zypern mit Jäger, 1887

Alexander Kips (* 22. Juli 1858 in Charlottenburg; † 6. Mai 1910 in Berlin) war ein deutscher Maler und insbesondere Porzellanmaler. Er war von 1886 bis 1908 künstlerischer Leiter der Königlichen Porzellanmanufaktur Berlin. Sein Bruder war der Kunstmaler Erich Kips.

## Leben
Nach Besuch der Lehranstalt des Kunstgewerbemuseums wurde Kips vom Historienmaler Ernst Johan Schaller in Berlin ausgebildet. Kips entwarf als künstlerischer Leiter der königlichen Porzellanmanufaktur Berlin von 1886 bis 1908 Landschaften und Skizzen. In den Jahren 1883 bis 1885 unternahm Kips Studienreisen nach Griechenland, Kleinasien und Italien, die ihn unter anderem nach Olevano Romano führten. Für die Jubiläumsausstellung der Berliner Kunstakademie 1886 schuf er zusammen mit dem Maler Max Koch das Pergamonpanorama. 1886 wurde er als künstlerischer Leiter an die Berliner Porzellanmanufaktur berufen, der er durch Porzellanfliesenmalerei zu neuem Aufschwung verhalf und das Geschehen der Manufaktur formend beeinflusste. Im Jahr 1891 erhielt Kips den Professorentitel verliehen. 1893 nahm er an der Weltausstellung in Chicago teil. Für sein großes Gemälde auf Porzellan wurde er prämiert. Im Anschluss an die Weltausstellung trat er mit dem Maler August Achtenhagen eine zweijährige Studienreise nach Italien an.